# GeoRSS
GeoRSS est un standard destiné à inclure les coordonnées géographiques dans un flux RSS, format XML qui est utilisé pour décrire les flux de contenu, tels que des articles, des listes de fichiers MP3, de billets de blog,... 
Dans le standard GeoRSS, les contenus sont des points géographiques, des lignes, des zones d'intérêt et leurs descriptions. Les flux GeoRSS feeds sont destinés aux applications géographiques comme la cartographie interactive (Google Maps, Microsoft Virtual Maps, Yahoo! Maps étant des exemples qui les reconnaissent). Les initiateurs de ce projet espèrent promouvoir l'interactivité entre des applications hétérogènes que cela soit pour proposer du contenu devant être intégré aux cartes ou à l'inverse pour télécharger ce contenu depuis différentes sources.
À ce stade, le groupement GeoRSS a défini deux éléments du standard : GeoRSS GML et GeoRSS Simple. GeoRSS GML est un langage de structuration (OGC GML) qui supporte un plus grand nombre de fonctions que la version simplifiée (Simple). Ceci concerne en particulier les systèmes d'encodage des coordonnées autres que le WGS84 latitude/longitude. Le W3C avait aussi initié un standard plus particulièrement destiné à être incorporé dans le code HTML. Ils ont ensuite porté le débat en direction de Geo RDF/XML, toutefois le standard initial reste largement utilisé.
GeoRSS peut être utilisé comme une extension de RSS 1.0 et 2.0, ainsi qu'Atom.

## Exemples
GeoRSS Simple avec Atom.
```
 
<?xml version="1.0" encoding="utf-8"?>

 
<feed
 
xmlns=
"http://www.w3.org/2005/Atom"
 

      
xmlns:georss=
"http://www.georss.org/georss"
>

   
<title>
Earthquakes
</title>

   
<subtitle>
International
 
earthquake
 
observation
 
labs
</subtitle>

   
<link
 
href=
"http://example.org/"
/>

   
<updated>
2005-12-13T18:30:02Z
</updated>

   
<author>

      
<name>
Dr.
 
Thaddeus
 
Remor
</name>

      
<email>
tremor@quakelab.edu
</email>

   
</author>

   
<id>
urn:uuid:60a76c80-d399-11d9-b93C-0003939e0af6
</id>

   
<entry>

      
<title>
M
 
3.2,
 
Mona
 
Passage
</title>

      
<link
 
href=
"http://example.org/2005/09/09/atom01"
/>

      
<id>
urn:uuid:1225c695-cfb8-4ebb-aaaa-80da344efa6a
</id>

      
<updated>
2005-08-17T07:02:32Z
</updated>

      
<summary>
We
 
just
 
had
 
a
 
big
 
one.
</summary>

      
<georss:point>
45.256
 
-71.92
</georss:point>

      
</entry>

 
</feed>

```

Fragment d'un schema pour un programme GeoRSS GML pour RSS 2.0
```
  
<?xml version="1.0" encoding="UTF-8"?>

  
<rss
 
version=
"2.0"
 
xmlns:georss=
"http://www.georss.org/georss"
 
xmlns:gml=
"http://www.opengis.net/gml"
>

    
<channel>

    
<link>
http://maps.google.com
</link>

    
<title>
Cambridge
 
Neighborhoods
</title>

    
<description>
<![CDATA[One guy's view of Cambridge, MA]]>
</description>

    
<item>

      
<guid
 
isPermaLink=
"false"
>
00000111c36421c1321d3
</guid>

      
<pubDate>
Thu,
 
05
 
Apr
 
2007
 
20:16:31
 
+0000
</pubDate>

      
<title>
Central
 
Square
</title>

      
<description>
<![CDATA[The heart and soul of the "old" Cambridge.]]>
</description>

      
<author>
rajrsingh
</author>

      
<gml:Polygon>

        
<gml:exterior>

          
<gml:LinearRing>

            
<gml:posList>

              
-71.106216
 
42.366661

              
-71.105576
 
42.367104

              
-71.104378
 
42.367134

              
-71.103729
 
42.366249

              
-71.098793
 
42.363331

              
-71.101028
 
42.362541

              
-71.106865
 
42.366123

              
-71.106216
 
42.366661

            
</gml:posList>

          
</gml:LinearRing>

        
</gml:exterior>

      
</gml:Polygon>

    
</item>

    
<item>

      
<guid
 
isPermaLink=
"false"
>
00000111c365564928974
</guid>

      
<pubDate>
Thu,
 
05
 
Apr
 
2007
 
20:17:50
 
+0000
</pubDate>

      
<title>
MIT
</title>

      
<description>
<![CDATA[Massachusetts Institute of Technology]]>
</description>

      
<author>
rajrsingh
</author>

      
<gml:Polygon>

      
<Snip
 
and
 
end
 
fragment
>

```

Exemple d'un code sous la norme du W3C geo GeoRSS
```
 
<?xml version="1.0"?>

 
<?xml-stylesheet href="/eqcenter/catalogs/rssxsl.php?feed=eqs7day-M5.xml" type="text/xsl" media="screen"?>

 
<rss
 
version=
"2.0"
 
xmlns:geo=
"http://www.w3.org/2003/01/geo/wgs84_pos#"
 
xmlns:dc=
"http://purl.org/dc/elements/1.1/"
>

  
<channel>

     
<title>
USGS
 
M5+
 
Earthquakes
</title>

     
<description>
Real-time,
 
worldwide
 
earthquake
 
list
 
for
 
the
 
past
 
7
 
days
</description>

     
<link>
https://earthquake.usgs.gov/eqcenter/
</link>

     
<dc:publisher>
U.S.
 
Geological
 
Survey
</dc:publisher>

     
<pubDate>
Thu,
 
27
 
Dec
 
2007
 
23:56:15
 
PST
</pubDate>

     
<item>

       
<pubDate>
Fri,
 
28
 
Dec
 
2007
 
05:24:17
 
GMT
</pubDate>

         
<title>
M
 
5.3,
 
northern
 
Sumatra,
 
Indonesia
</title>

         
<description>
December
 
28,
 
2007
 
05:24:17
 
GMT
</description>

         
<link>
https://earthquake.usgs.gov/eqcenter/recenteqsww/Quakes/us2007llai.php
</link>

         
<geo:lat>
5.5319
</geo:lat>

         
<geo:long>
95.8972
</geo:long>

       
</item>

     
</channel>

   
</rss>

```

## Exemples de mises en œuvre de GeoRSS
Exemple de flux
- GeoNetwork opensource: Simple and GML -feeds.
- Nasa Real-time, worldwide earthquake list for the past 7 days (W3C GeoRSS)

Usage et mise en œuvre
- Google Maps : Google Maps API blog posting on Google support for the Simple, GML, and W3C Geo encodings of GeoRSS
- Yahoo Maps, a reference on using GeoRSS in the Yahoo Maps Web Services.
- Virtual Earth : Microsoft Virtual Earth support for GeoRSS geo, simple, and GML.
- GeoPress Plugins pour WordPress et MovableType destiné à ajouter GeoRSS sur votre blog.
- Mapufacture Agrégateur GeoRSS. Cet outil est destiné à regrouper plusieurs flux GeoRSS de différentes sources sur une seule carte. Il donne aussi la possibilité de chercher dans une base de données les flux GeoRSS par mots clefs et lieux.

Projets open source
- Openlayers Demo utilisant le parser OpenLayers
- Worldkit Les 2 standard GeoRSS Simple et GeoRSS GML sont supportés.
- GeoServer
- La bibliothèque GDAL/OGR  gère la lecture et l'écriture de documents GeoRSS au format Atom/Feed et RSS dans les encodages GeoRSS Simple, GML et W3C Geo

Produits
- CadCorp Plug-in GeoRSS pour CadCorp SIS.
- CubeWerx WFS Nouvelle release de CubeWerx OGC Web Feature Service product supports GeoRSS GML.
- Ionic/Leica Geosystems Utilisation de GeoRSS avec les produits Ionic redSpider
- IDV Solutions Wonders of the World Démonstration du support GeoRSS d'IDV dans leur produit Visual Fusion product.
- GeoFeeder Convertis les objets, KML/KMZ, GML, AutoCad et fichiers MapInfo en GeoRSS
- Bay of Islands Contient sous forme GeoRSS des informations à propos des hébergement locaux.

Sites ludiques utilisant GeoRSS
- Updates de Twitter du Monde
- Updates de Flickr du Monde